# Ventura Rodríguez
Ventura Rodríguez (dont le nom exact est Buenaventura Rodríguez Tizón), né le 14 juillet 1717 à Ciempozuelos, Madrid et décédé le 26 août 1785 à Madrid, est un architecte espagnol du XVIIIe siècle. Il est considéré comme le principal architecte espagnol de son époque avec Juan de Villanueva. Dernier représentant du baroque architectural il est également un précurseur du néoclassicisme.

## Œuvre
- Chapelle royale de Madrid
- Fontaine de Neptune (dessinée en 1777 puis construite entre 1782 et 1786)
- Fontaine de Cibeles, à Madrid.
- Teatro del Príncipe (actuel Teatro Español), en collaboration avec Giovanni Battista Sacchetti[1].